# 吳曾祺
吳曾祺（1852年—1929年)，字翼亭，亦作翊庭，人称涵芬先生。侯官縣北門華林坊（今福州）人。清末民初文學家、文論家，終身以發揚舊學（指中國未受近代西方文化影響前，固有的學術）為己任。著有《涵芬樓古今文鈔》、《涵芬樓文談》、《國語國策補註》、《國語韋解補正》、《清史綱要》、《漪香山館文集》等書。

## 生平
清光緒二年（1876年），與其父同時考取舉人，歷任平和、泰寧等縣學教諭，漳州中學堂監督。
光緒二十九年（1903年），任全閩師範學堂教務長，後受聘於上海商務印書館，主持古今秘籍珍本編輯。其間住該館涵芬樓，利用樓中數十萬卷藏書，摘取精華，於宣統二年（1910年）編成《涵芬樓古今文鈔》一書，全書搜羅宏富，共十三類、兩百一十三目，凡兩千餘家，選文萬篇。嚴復在序言中譽之為「藝苑巨觀」。辛亥末年，辭職返里。
民國4年（1915年），任福建經學會副會長。